# Itonia multilinea
Itonia multilinea là một loài bướm đêm trong họ Noctuidae.